# Pierre Ragueneau
Pour les articles homonymes, voir Ragueneau.
Pierre Ragueneau, né à Tours, décédé le 4 mai 1577 a été évêque de Marseille.

## Biographie
Pierre Ragueneau, fils de Frédéric Ragueneau et de Perrine Richarde, était né à Tours. Secrétaire du Comte de Tende, gouverneur de Provence, il était également grand vicaire du cardinal de Châtillon pour l’abbaye de Sorèze.
Après la démission de Cristoforo Guidalotti Ciocchi del Monte, le roi le nomma en 1556 évêque de Marseille. Il prend possession de son évêché le 2 mai 1556 et fut sacré à Avignon le 16 juin 1558. Un de ses premiers actes fut l’érection en collègiale de Notre-Dame des Accoules. En 1564 il reçut dans la cathédrale le roi Charles IX et sa mère Catherine de Médicis ainsi que les deux princes qui furent par la suite Henri III et Henri IV.
En 1572, il démissionne au bénéfice de son neveu Frédéric Ragueneau. Il meurt le 4 mai 1577.